# 여항면
여항면(艅航面)는 대한민국 경상남도 함안군의 면이다. 여항면은 함안군의 최남단에 위치하면서 군내 최고봉을 자랑하는 여항산(770m)과 봉화산(649m)이 마주보며 남북으로 서북산(739m)이 창원시와 경계를 접하고 있다. 면적의 80.1%가 산으로 동, 서, 남으로 창원시와 연접하며 북서로 함안면과 군북면을 상접하고 또한 남해안의 한려수도를 내통하는 관문으로 교통이 발달되어 있다.

## 개요
동서로 뻗어져 지세는 서, 남, 동이 높고 북이 낮으며 3개의 고산을 기저로하여 해양성, 대륙성기후가 맞닿아 양질미를 생산하게 하는 원동력이 되게 한다. 무엇보다 계곡의 맑은 물과 여항산을 비롯한 수려한 자연경관은 사시사철 인근 각처의 행락객을 유혹하기에 충분하고 특히 여항산은 한국전쟁 때 국토를 지켜주었던 요충지로 호국의 숨결이 살아 숨쉬는 성산으로 손색이 없고, 남고북저의 현상이 뚜렷한 지역으로 수도작과 축산업이 주민의 주소득원이다.

## 연혁
1914년 이전에는 병풍같이 둘러쌓인 계곡과 즐비하게 늘어선 계곡이 많다하여 명명된 병곡면과 비곡면의 2개면으로 나뉘어 불리다가, 1914년 1차 행정구역 조정시에 병곡면과 비곡면을 병합하여 여항면으로 개칭되어 동년 리동명칭 구역 변경시 여항면 대정리(현 창원시 마산합포구 진전면)를 진전면에 이관하고 창원시 마산합포구 진전면의 봉곡리 일부(신덕마을)를 여항면 고사리(현 창원시 마산합포구 진전면)에 편입하였다. 1944년 5월 10일 고사리에 산서출장소를 개설하였다. 1987년 12월 31일까지 8개리 20개마을 35반(762가구, 2,744명, 6,375ha)의 행정체계를 유지하다, 1988년 1월 1일 행정구역 개편에 따라 4리 10개마을 3,574ha가 의창군 진전면(현 창원시 마산합포구 진전면)에 편입되어 현재에 이르고 있다.

## 행정 구역
- 내곡리(內谷里)
- 주동리(主東里)
- 주서리(主西里)
- 외암리(外岩里)

## 교육
- 외암초등학교

## 특산물
- 야콘
- 흑염소